# Aname robertsorum
Espèce
Aname robertsorum est une espèce d'araignées mygalomorphes de la famille des Anamidae.

## Distribution
Cette espèce est endémique du Queensland en Australie. Elle se rencontre vers Shiptons Flat et le parc national du mont Windsor.

## Description
La carapace du mâle holotype mesure 8,13 mm de long sur 6,25 mm et l'abdomen 8,50 mm de long sur 4,80 mm.
Le mâle décrit par Wilson, Harvey, Simmons et Rix en 2025 mesure 20,92 mm.

## Systématique et taxinomie
Cette espèce a été décrite par Raven en 1985.

## Étymologie
Cette espèce est nommée en l'honneur de la famille Roberts.

## Publication originale
- Raven, 1985 : « A revision of the Aname pallida species-group in northern Australia. » Australian Journal of Zoology, vol. 33, no 3, p. 377-409.